# 尹丽波
尹丽波（1973年6月—），黑龙江肇东人，中华人民共和国政治人物。曾长期在工信部工作，曾任海南省人民政府副省长、党组成员。现任中共海南省委常委兼海南省委統戰部部長、省政協黨組副書記。